# 逢坂駅
逢坂駅（おうさかえき）は、かつて樺太真岡郡清水村に存在した鉄道省豊真線の駅である。清水村の中心駅であった。
現状に関しては、サハリン州の項目を参考。

## 歴史
- 1926年（大正15年）11月15日 - 樺太庁鉄道豊真線手井駅 - 当駅間(31.2km)開通により開業。
- 1928年（昭和3年）9月3日 - 豊真線鈴谷駅 - 当駅間(42.7km)開通（全通）。
- 1943年（昭和18年）4月1日 - 南樺太の内地化により、鉄道省（国有鉄道）に編入。
- 1945年（昭和20年）8月 - ソ連軍が南樺太へ侵攻、占領し、駅も含め全線がソ連軍に接収される。
- 1946年（昭和21年）2月1日 - 日本の国有鉄道の駅としては、書類上廃止。
- 1946年4月1日 - ソ連国鉄に編入。 ロシア語名「ピャチレーチエ」。
- 1994年廃止。

## 運行状況
- 豊原駅 - 北真岡駅間を1日3往復していた。

## 駅周辺
- 清水村役場

## 隣の駅
鉄道省樺太鉄道局
豊真線
清水駅 - 逢坂駅 - 二股駅